# Alois Degano

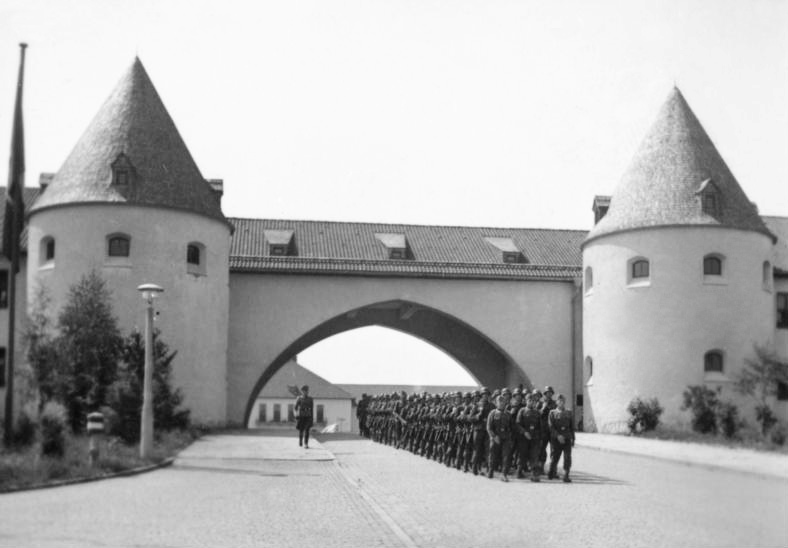
SS-Junkerschule Bad Tölz

Alois Degano (* 3. März 1887 in Schmerold, Gemeinde Gmund am Tegernsee; † 26. Juli 1960 in Gmund am Tegernsee) war ein deutscher Architekt und Baurat.
Degano studierte Architektur in München und war anschließend als selbstständiger Architekt und Baumeister in Gmund am Tegernsee tätig. Über Franz Xaver Schwarz, den  „Reichsschatzmeister der NSDAP“, für den er ein Haus in Gmund erbaut hatte, lernte er Anfang 1933 Adolf Hitler kennen. Degano trat zum 1. Mai 1933 der NSDAP bei (Mitgliedsnummer 2.942.463).
Nach langjähriger Tätigkeit am Tegernsee wurde er im Dritten Reich einer der Baumeister im Führersperrgebiet Obersalzberg. Sein bekanntestes Bauwerk war der Umbau des Hauses Wachenfeld in den Berghof Adolf Hitlers in Obersalzberg bei Berchtesgaden. Weitere Bauten im Dritten Reich waren die SS-Junkerschule in Bad Tölz (1935–1936), die Reichskanzlei Dienststelle Berchtesgaden (1936–1937) sowie der Neubau der Reichsschule Feldafing (1937–1938) am Starnberger See.